# Gruppi politici durante la Monarchia di luglio

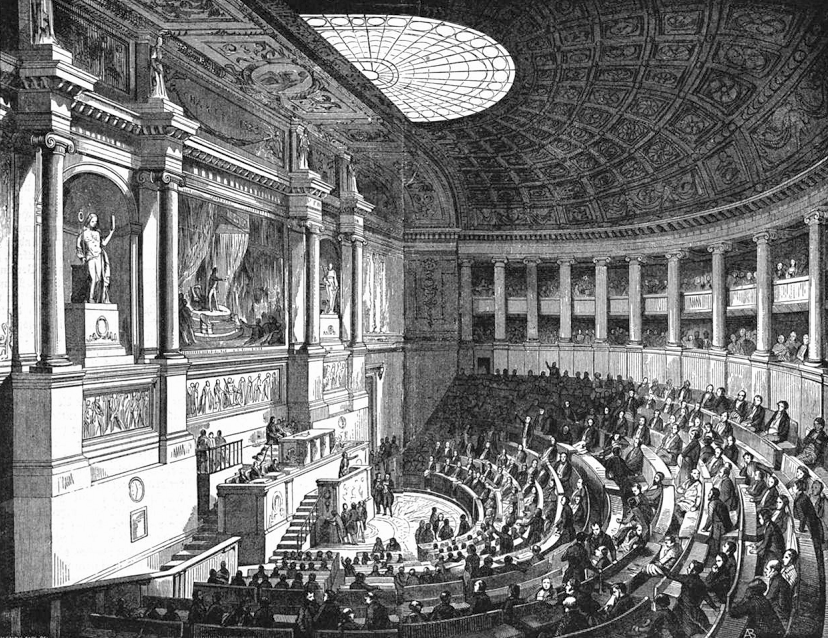
Illustrazione della stampa tedesca di una seduta della Camera dei deputati francese (1843)

Durante la cosiddetta "monarchia di luglio" (1830–1848), il Parlamento francese iniziò ad avere un ruolo più centrale nella vita politica del Paese. Mentre durante la Restaurazione (1815–1830) il potere esecutivo e legislativo era rimasto sostanzialmente nelle mani del sovrano, che seppur limitato tendeva a nominare governi affini alla sua volontà e ideali politici, sotto il regno di Luigi Filippo si era avuta una svolta in senso costituzionale delle istituzioni, dove il re nominava il governo ma tenendo sempre conto degli equilibri e delle forze presenti nella Camera dei deputati, nelle parole del nuovo sovrano una "aurea moderazione" tra la democrazia popolare e le prerogative del sovrano.
La trasformazione della monarchia in senso costituzionale, con la necessità del voto di fiducia per ogni governo, trasformò il dibattito politico da una contrapposizione parlamento-sovrano in un esercizio intraparlamentare, dove i vari esponenti politici si dividevano in gruppi, guidati da figure di spicco, che si scontravano o accordavano nelle nomine dei ministri di un governo. Ad eccezione dei due poli estremi, ovvero i repubblicani a sinistra ed i legittimisti (fedeli al vecchio regime) a destra, i restanti gruppi che già da prima erano uniti nell'opposizione liberale alla svolta autocratica di Carlo X ora formavano i vari partiti di una sorta di "arco costituzionale": benché tutti Orléanisti (quindi leali al sovrano), si dividevano in gruppi liberali, conservatori e centristi costantemente in lotta per la guida del governo ed il favore del sovrano, che pure mal vedeva i tentativi di "parlamentizzare" e l'eccessivo poteri dei vari leader politici.

## Un sistema bipolare: il "Movimento" e la "Resistenza"
Dopo la fine della rivoluzione di luglio (9 agosto 1830), presso la borghesia ed i deputati che avevano aiutato Luigi Filippo ad ottenere il trono, si sollevarono voci contro i club repubblicani, reputati focolai di agitazione e sediziosi verso il nuovo quanto il vecchio regime. Tuttavia il guardasigilli Dupont ed il procuratore generale di Parigi si opposero ad iniziative in tal senso, essendo loro stessi repubblicani che appoggiavano l'avvento dell'Orléans come meno peggiore del vecchio Carlo X. Apparentemente un problema minore, la questione divenne rapidamente importante per il valore etico: il governo provvisorio quindi si divise tra chi, vedendo la Rivoluzione più una lotta contro l'autoritarismo, voleva garantire a prescindere la libertà d'espressione e di associazione e chi invece voleva ristabilire l'ordine pubblico e impedire una svolta democratica delle istituzioni.
il 25 settembre 1830, durante un'interrogazione in merito nella Camera dei deputati, il ministro degli interni Guizot difese la necessità di porre fine alle agitazioni. Dello stesso avviso si dichiara il ministro di stato Périer, che tuttavia viene contestato da un notevole gruppo nel Parlamento. Da questo momento, si avrà la scissione all'interno del gruppo dottrinario (che dominava il nuovo parlamento) tra due poli antagonisti che si frapporranno per il resto del regime orléanista:
- a sinistra, il partito detto "del Movimento" (in francese: Parti du Mouvement), supportato dal giornale Le National, guidato dal banchiere Laffitte e sostenuto da Talleyrand, che voleva estendere l'ondata costituzionale in tutta l'Europa (vedi moti del 1830-1831). La denominazione di "Movimento" era riferito all'intenzione di "muovere" il sistema verso la democratizzazione.[8]
- a destra, il partito detto "della Resistenza" (in francese: Parti de la Résistance), gravitante intorno al Journal des débats, guidato da Guizot e Périer e "resistente" ad ogni degenerazione in senso popolare dei sistema politico e contrario all'interferenza negli affari esteri di altre nazioni.

I due poli contrapposti, benché generalmente associati con i gruppi rispettivamente di centro-sinistra e centro-destra, non furono mai settari, a volte unendo le forze anche con gli estremi o "partiti pivot" nella Camera in nome di determinate leggi o questioni di grandi rilevanza, come la scelta della maggioranza "resistente" di condannare i ministri di Carlo X a pene lievi o comunque ben più clementi della pena capitale richiesta dai "movimentisti".

## Gruppi parlamentari

### Sinistra

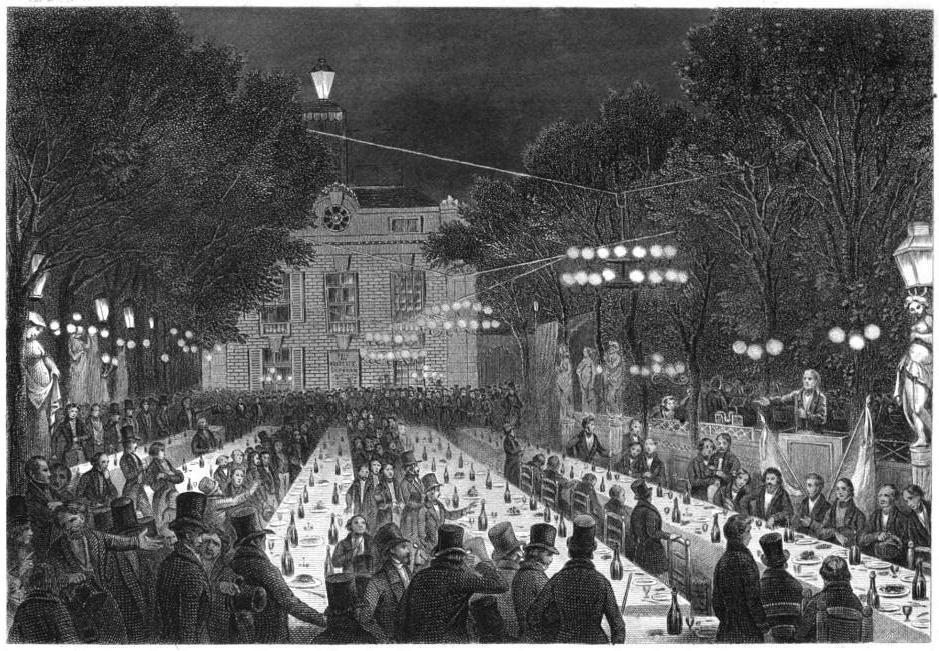
Il banchetto di Château-Rouge (9 luglio 1847), il più numeroso tra quelli tenuti dall'opposizione.

La sinistra è naturalmente incarnata dai sostenitori di un regime repubblicano, che vedono come la naturale evoluzione istituzionale dopo la rivoluzione di luglio. Penalizzati dal sistema elettorale a suffragio censitario, i repubblicani riescono grazie ad accordi con il centro-sinistra di Jacques Laffitte a garantirsi una certa presenza nel Parlamento, nonché a mantenere influenza negli ambienti accademici ed universitari, oltre che presso le classi popolari dei centri urbani.
Come il centro-sinistra, i repubblicani appoggiano la diffusione degli ideali liberali e repubblicani espressi dai moti del 1830-1831 in tutta Europa, facendo eco ai futuri nazionalisti e romantici. Ostili al "sistema del Congresso", i deputati repubblicani premono per aiuti agli insorti belgi (agosto 1830), polacchi (novembre 1830) e italiani (febbraio 1831). L'operato dei repubblicani francesi è particolarmente benvisto negli Stati Uniti, dove il movimento della Giovine America (appoggiato tra gli altri dai futuri presidenti Polk e Pierce) si fa sempre più influente nella macchina politica del Partito Democratico, che vede con favore una svolta liberale in tutta Europa.
Dopo un'iniziale fase di collaborazione nel governo provvisorio (agosto-novembre 1830) ed il governo Laffitte (novembre 1830-marzo 1831), i gruppi repubblicani vedono svanire le loro speranze di fronte alla svolta conservatrice di Luigi Filippo, desideroso di mantenere intatto il suo potere reale e conciliante con le forze del Congresso di Vienna (specialmente l'Austria), e che si limita a concessioni simboliche come la reintroduzione del tricolore francese, l'approvazione di una Costituzione che limita di poco il suo operato, e la concessione di medaglie simboliche agli insorti di luglio. Per stroncare le agitazioni repubblicane, il re iniziò a dare maggior peso alle figure del centro-destra, come François Guizot, e uomini d'arme come il maresciallo Soult, che si prodigano nel "partito della Resistenza" per chiudere i club repubblicani e reprimere con la forza le manifestazioni popolari.
Il 27 dicembre 1830, i repubblicani passarono definitivamente all'opposizione, con le dimissioni del guardasigilli Dupont dal governo di Jacques Laffitte e la rimozione di La Fayette dalla guida della Guardia Nazionale. 
Di fronte alla situazione, i repubblicani si dividono sui mezzi da adottare per rovesciare l'istituzione monarchica. 

#### Radicali e moderati
Il gruppo repubblicano può vantare, rispetto agli altri gruppi, una certa organizzazione politica grazie alla partecipazione popolare ai club repubblicani della Società degli Amici della Libertà e dalla Società degli Amici del Popolo, la seconda di propensione più radicale e fortemente antagonista verso il nuovo sovrano Luigi Filippo. 
Si profilano quindi due gruppi:
- i radicali, ovvero l'estrema sinistra repubblicana e anti-istituzionale, incarnata prima dagli Amici del Popolo e, dopo la sua scomparsa nel 1832, dalla Società dei diritti dell'uomo (fino al 1834) e la Società delle Stagioni (chiusa nel 1839). I suoi principali esponenti furono Paulmy d'Argenson, Godefroi Cavaignac (figlio del montagnardo primo-repubblicano Jean-Baptiste), Étienne Arago (co-editore de Le Figaro), lo scienziato Raspail, il filosofo Auguste Blanqui ed il matematico Évariste Galois; nel 1848 diventeranno i nuovi Montagnardi;
- i moderati, costituenti l'ala garantista ed incline a collaborare con le istituzioni monarchiche pur di progredire verso la democrazia. Inizialmente riuniti negli Amici della Libertà, sono appoggiati dal quotidiano Le National. I rappresentanti principali di questa tendenza furono inizialmente il generale La Fayette e Dupont, a cui poi si aggiunsero Armand Carrel (editore de Le National), Étienne Cabet, Pierre Daunou e Armand Marrast.

Inizialmente dominante, il primo gruppo finisce per essere surclassato dal secondo dopo il fiasco dell'insurrezione repubblicana del giugno 1832. Grazie al processo di "istituzionalizzazione" percorso dal gruppo repubblicano nel Parlamento, verso la fine degli anni'40 del 1800 i repubblicani riescono a guadagnare supporto anche tra i banchi del centro, come Alphonse de Lamartine, e della destra legittimista e anti-orléanista. A causa delle leggi di censura e i divieti d'associazione imposti da Luigi Filippo nel 1847, le opposizioni repubblicana e legittimista sfruttano un cavillo legale per organizzare banchetti pubblici, dove vengono discusse questioni politiche e si stringono accordi tra le parti. Nell'arco di pochi mesi si tengono oltre 70 banchetti, la cui risonanza del fenomeno porterà a definirlo "campagna dei banchetti", e le opposizioni sembrano pronte a presentare in Parlamento una legge per l'introduzione del suffragio universale, proposto il 7 novembre 1847 dall'avvocato Alexandre Ledru-Rollin, con lo scopo di sconfiggere la maggioranza conservatrice guidata da François Guizot. Il 19 febbraio 1848, la decisione di quest'ultimo di impedire anche i banchetti provocherà la rivoluzione di febbraio, che il giorno 24 dello stesso mese porterà all'abdicazione e fuga del sovrano ed al trionfo del repubblicani, che faranno nascere la Seconda Repubblica.

### Centro-sinistra
Il gruppo del centro-sinistra, nel Parlamento, coincide generalmente con il "partito del Movimento" (francese: Parti du Mouvement). I suoi membri sono fermamente orléanisti, persino più del centro-destra, in quanto avevano costituito durante la rivoluzione di luglio quall'ala politica liberale apertamente ostile a Carlo X e che aveva tramato sin da subito per deporlo e sostituirlo con Luigi Filippo. Inizialmente il leader del centro-sinistra era stato il banchiere Jacques Laffitte, animato da un forte liberalismo, che aveva cercato di conciliare la tendenza progressista della rivoluzione con il mantenimento della monarchia, seppur trasformata in senso parlamentare, come appariva inizialmente prospettato da Luigi Filippo. I principali propositi del centro-sinistra erano, similmente ai repubblicani, l'introduzione del parlamentarismo, la decentralizzazione amministrativa, l'espansione del suffragio e la difesa dei vari insorti europei durante i moti del 1830-1831 dalla repressione dei rispettivi governi.
L'operato del governo Laffitte, in carica dal novembre 1830 al marzo 1831, causò non solo la definitiva rottura fra le varie anime della rivoluzione, ma anche lo screditamento della sua formula politica, che non aveva posto rimedio ai disordini repubblicani che ancora dilagavano a Parigi ed aveva fallito nel creare un compromesso tra elementi liberali e conservatori del nuovo sistema.
Dopo la caduta del governo Laffitte, si delineano nel centro-sinistra due diverse tendenze:
- il centro-sinistra propriamente detto, guidato da Adolphe Thiers e gravitante intorno al Journal des débats, che alterna fasi di forte connivenza con il centro-destra a opportunistici ritorni "al movimento";
- la sinistra dinastica, guidata prima da Laffitte e poi da Odilon Barrot, appoggiata dal giornale Le Siècle e fervente sostenitrice delle posizioni democratiche e liberali del loro leader.[20]

Poiché l'ala thiersista viene storicamente associata con il centro-destra, di cui condivide le politiche di ordine pubblico e la tutela degli interessi dell'ascendente borghesia industriale (Thiers verrà poi ricordato in ambienti socialisti come "colui che sparò contro gli operai" durante la rivolta dei Canuts del 1831) solo la sinistra dinastica mantenne intatti i suoi principi fondanti e fu relegata all'opposizione perpetua, iniziando di conseguenza coordinarsi con gli altri gruppi opposti al regime, ovvero legittimisti di destra e repubblicani di sinistra, per combattere la censura e le leggi illiberali varate durante gli anni'40 del IX secolo dai governi di centro-destra. Durante la crisi messa in moto alla fine degli anni'40 del 1800 dalla "campagna dei banchetti", lo sfilamento di Thiers da qualsiasi appoggio ad esecutivi di centro-destra calca la mano al primo ministro François Guizot, che tenta di impedire anche i banchetti come forma di riunione il 19 febbraio 1848, innescando la cosiddetta rivoluzione di febbraio.
Nonostante la maggioranza del centro-sinistra, inclusi i deputati François Arago e Garnier-Pagès, si fosse schierata a favore della Seconda Repubblica, proclamata il 24 febbraio, Thiers e persino Odilon Barrot videro come pericolosa la deriva socialista che il nuovo stato stava compiendo, preferendo unire le forze con altri ex-avversari nel cosiddetto "partito dell'Ordine".

### Centro
Di fronte alla bipolarità tra "Movimento" e "Resistenza", si viene a formare nel Parlamento una gruppo centrista, definito "Terzo Partito" (francese: Tiers Parti), appoggiato dal quotidiano Le Constitutionnel e capeggiato dall'avvocato André Dupin, legale privato di Luigi Filippo, che non mancherà mai di utilizzare questo piccolo centro a suo vantaggio nella formazione dei governi.
Grazie all'abilità nel destreggiarsi fra centro-sinistra e centro-destra, Dupin stesso riesce ad aggiudicarsi la Presidenza della Camera dei Deputati nel 1832, che manterrà fino al 1839, mentre il Terzo Partito ottiene un discreto successo alle elezioni legislative del 1834, ottenendo 50 dei 460 seggi alla Camera. Lo storico Guy Antonetti definì il Terzo Partito come privo di qualsiasi programma o ideale preciso, bensì una «somma di ambizioni personali, avvolto con le grandi virtù di imparzialità, indipendenza e ampiezza di vedute ma alimentato nella realtà da suscettibilità per le offese e piccole gelosie rancorose.»
Tuttavia, va detto che molti membri del Terzo Partito era assai più vicini al centro-sinistra del "Movimento" che al centro-destra della "Resistenza". Il deputato Hippolyte Passy era infatti amico di Adolphe Thiers ed in buoni rapporti con Odilon Barrot, mentre il suo successore e presidente della Camera Paul-Jean Sauzet denunciava apertamente il concetto di "Resistenza" come portavoce dell'intimidazione, del rigore e della perseveranza.
Nel 1834, in seguito alle elezioni, ci fu da parte del deputato centrista Alphonse de Lamartine un tentativo di trasformare il gruppo eterogeneo in una vera forza di governo, che definì Partito Sociale (francese: Parti Social). Nelle parole di Lamartine, il Partito Sociale avrebbe dovuto superare la divisione "Movimento-Resistenza" e convogliare su di sé le menti illuminate del Parlamento, respingendo l'approccio altalenante finora adottato dal suo gruppo. All'interno del centro, tuttavia, il gruppo di Lamartine non conterà mai che 12 deputati, tra i quali Sauzet, Louis de Carné (editore della testata Le Correspondant), Gustave de Beaumont ed il giovane Alexis de Tocqueville. L'insuccesso del progetto di Lamartine portò al suo isolamento politico durante tutta la monarchia di luglio, nonché alla derisione di Thiers che una volta, vedendo entrare Lamartine alla Camera, esclamò «Ah, ecco il Partito Sociale che entra!».
Il progetto del Partito Sociale rimase sempre e solo vago, definito dal giornalista Cormenin su La Nouvelle Minerve un «misto di sansimonismo, romanticismo, liberalismo bastardo, parole piene e idee vuote», mentre François Arago del centro-sinistra lo userà per deridere Lamartine durante la sua difesa del primo ministro Molé nel 1839. Gli scherni verso Lamartine e la sua insoddisfazione personale verso il "valzer dei ministeri" tra Dupin, Thiers e Guizot sarà strumentale nel suo progressivo distaccamento dagli ideali monarchici in favore di quelli repubblicani, come dimostrato durante la rivoluzione del 1848, quando dopo l'abdicazione di Luigi Filippo il 24 febbraio e la convocazione di una seduta straordinaria alla Camera, interromperà la formalizzazione della reggenza per il principe Filippo da parte del suo ex-capogruppo Dupin e Barrot, proclamando assieme ai deputati repubblicani Ledru-Rollin e Adolphe Crémieux la nascita della Seconda Repubblica francese.

### Centro-destra
Se il centro-sinistra si era fatto il primo portavoce delle istanze del "Movimento", ad incarnare lo spirito del "partito della Resistenza" (francese: Parti de la Résistance) non poteva che essere il centro-destra. Sorto intorno alla nascita del governo Laffitte nel novembre 1830, il centro-destra fu incarnato ben presto dal banchiere e Presidente della Camera dei deputati Casimir Périer, che favoriva una politica severa di ordine pubblico coniugata alla moderazione e al rigore fiscale definita "aurea via di mezzo". In politica estera, Périer si trova nettamente contro la direzione presa da Jacques Laffitte e dal centro-sinistra circa i moti del 1830-1831, condannando l'interventismo negli affari degli altri stati e reputando esaurito lo scopo della rivoluzione di luglio dopo l'abdicazione di Carlo X e l'introduzione della Costituzione del 1830. Malgrado Périer fosse malvisto da Luigi Filippo, che ne temeva il rispetto che suscitava nel Parlamento e la sua contrarietà all'intervento del sovrano negli affari del governo, questi decise comunque di affidargli la direzione del governo nel novembre 1831, inaugurando il lungo dominio del centro-destra perdurato tutta la monarchia di luglio. Durante il suo breve governo, Périer fronteggiò con fermezza la rivolta dei Canuts a Lione e, al contempo, introdusse la gratuità dell'istruzione elementare per i poveri su consiglio del ministro dell'istruzione François Guizot.
La prematura morte di Périer, dovuta all'epidemia di colera del 1832, portò Guizot ad assurgere a leader del centro-destra. Nonostante i dissapori con il collega Adolphe Thiers, leader del centro-sinistra, i due formarono una coppia politica formidabile, in grado di determinare la nascita e la caduta dei vari governi. Guizot tuttavia fu ben più abile nel coltivare i rapporti con il re: mentre Thiers utilizzava l'adulazione verso il sovrano (mentre contava sull'antipatia degli altri reali), Guizot manteneva stretti rapporti con il personale vicino al re (come il Duca de Broglie), dando per scontata la sua impopolarità sia dentro che fuori il Parlamento. Al contempo, Guizot riesce a fare leva sul nascente ceto medio ben più dei repubblicani e del centro-sinistra, pronunciando alla Camera nel 1843 il famoso discorso: «arricchitevi con il lavoro e col risparmio». La politica rigorista di Guizot, unita alla opposizione all'abolizione della censura e alla sua mano ferma verso le agitazioni popolari, con il tempo finirono per preoccupare anche deputati della sua maggioranza, della quale era divenuto capo indiscusso e primo ministro de facto del sovrano nel 1840. Il primo a notare sia il conservatorismo di Guizot che la crescente avidità dell'alta borghesia (di cui era il campione) fu lo scrittore Edgar Quinet, che nel 1840 ammonì quest'ultima dal sostituire motu proprio lo stesso Stato. Nel 1842 il deputato Alphonse de Lamartine, esponente del centro, incolpò dei crescenti malumori popolari il governo di centro-destra, accusando Guizot di immobilismo e asserendo che la parola "Resistenza" era ormai caduta nel vuoto.
Nel 1847, di fronte alle nuove leggi contro la libertà d'associazione ed il rifiuto di Guizot di estendere il suffragio, le opposizioni da destra verso sinistra si unirono in quella che fu definita "campagna dei banchetti": oltre 70 eventi pubblici furono realizzati, sfruttando un cavillo della legge sull'associazione, nell'arco di pochi mesi. Quando il 19 febbraio 1848 Guizot decise di porre fine anche alla forma di riunione dei banchetti, scoppiarono rivolte in tutta Parigi, che presto sfociarono in quella che fu chiamata rivoluzione di febbraio: nell'arco di 5 giorni, Luigi Filippo abdicò e Guizot fu costretto alla fuga per evitare le furia dei rivoltosi, portando alla nascita il 24 febbraio della Seconda repubblica francese. Emblematica fu la definizione data dallo scrittore Victor Hugo ai governi di centro-destra, in particolare quello Guizot: nati sul timore di una guerra e morti sul timore di una rivoluzione.

### Destra
Dopo la rivoluzione di luglio, i controrivoluzionari che ancora appoggiavano il deposto Carlo X e la famiglia dei Borbone si presentarono sotto l'etichetta di "legittimisti", sedendo alla destra del Parlamento. La maggior parte dei loro erano stati membri o simpatizzanti del gruppo degli ultra-realisti durante la Restaurazione, e quindi continuavano a coltivare un profondo culto verso l'istituzione monarchica tradizionale, nonché la difesa della Chiesa cattolica dai tentativi di secolarizzazione; altri erano invece ex-simpatizzanti dottrinari, costituzionalisti e ostili alla svolta reazionaria perpetrata da Carlo X ma comunque fedeli ai principi della successione legittima. Alcuni non consideravano valide le abdicazioni di Carlo X e di Luigi XIX in favore del giovane Enrico V (riconosciuto pretendente solo alla morte di Luigi nel 1844), mentre altri le accettavano da cui il nome di enrichisti, poiché consideravano Enrico come legittimo sovrano usurpato da Luigi Filippo (tra essi Chateaubriand). Tuttavia, il nuovo regime epura rapidamente i dissidenti: su 282 deputati alla Camera, eletti il 19 luglio 1830, 53 si dimettono pur di non giurare fedeltà al nuovo sovrano Luigi Filippo, mentre gli altri vengono esclusi dalle manovre politiche della nuova maggioranza, quando non vengono rimossi dalle posizioni occupate nella pubblica amministrazione e nelle varie prefetture, perdendo 83 degli 86 prefetti distribuiti per il Paese.
Il gruppo legittimista, benché penalizzato dal sistema elettorale e dalla censura, vantava di portavoce eloquenti e rispettati come l'avvocato Pierre-Antoine Berryer, difensore delle libertà individuali, e lo scrittore Chateaubriand, di ideali conservatori moderati. La destra inoltre può contare non solo sull'appoggio locale della Chiesa, che contribuisce a rendere popolare nelle campagne gli ideali legittimisti (benché quella fascia di popolazione fosse esclusa dal voto), ma anche sull'Arcivescovo di Parigi, Monsignor Quélen, e sulle testate La Quotidienne e La Gazette. Persino la repressione e le accuse seguite alla fallimentare sollevazione in Vandea, orchestrata maldestramente nel giugno 1832 dalla Duchessa di Berry in favore del figlio e pretendente Enrico d'Artois, scalfiscono la popolarità nelle periferie della causa legittimista, che anzi viene vista come più vicina al popolo rispetto ai nuovi dirigenti liberali che favoriscono gli interessi dei ceti borghesi. Ben presto, la comune avversione verso la "plutocrazia" della monarchia di luglio portano i legittimisti a cercare accordi con l'opposizione repubblicana, ambedue penalizzati dalla censura vigente e desiderosi di ampliare le proprie basi elettorali verso la maggioranza della popolazione con l'introduzione del suffragio universale. Si concretizza quindi una bizzarra coalizione tra i due gruppi, che appoggiano i propri candidati nei collegi dove sono rispettivamente più forti, ovvero la Guascogna ed la Normandia per i repubblicani ed il resto del Midi per i legittimisti.
I due partiti, sempre più accomunati dalla volontà di abbattere la monarchia giuliana anche in favore di una repubblica provvisoria, di fronte alle nuove leggi illiberali del 1847, promosse dal primo ministro François Guizot, che impediscono la libertà di associarsi in clubs, decidono di orchestrare una comune campagna d'opposizione sfruttando un cavillo legale: tale campagna, definita "dei banchetti", riesce ad organizzare in pochi mesi oltre 70 eventi pubblici dove poter discutere di politica e gettare le basi per l'introduzione del suffragio universale. Dopo la decisione di Guizot di porre fine, il 19 febbraio, anche a queste forme di associazione, la sedizione diventa inevitabile: il 24 febbraio, la rivoluzione porta all'abdicazione di Luigi Filippo e nello stesso giorno alla proclamazione, in una sorta di colpo di Stato parlamentare, di un governo provvisorio repubblicano, con l'appoggio dei legittimisti. Lo stesso pretendente Enrico d'Artois saluta il nuovo governo come la "giusta punizione" per l'usurpazione degli Orléans.